# Harclay-i Henrik
Harclay-i Henrik (latinul: Henricus Harcleius, angolul: Henry of Harclay) (Carlisle, 1270 körül – Avignon, 1317. június 25.) középkori angol filozófus és teológus.
A Harclay-i egyházmegyében született. 1297-ben szentelték pappá. Oxfordban tanult, majd tanított teológiát, 1312-ben pedig az egyetem kancellárja lett. Támadta a domonkos-rendiek bevett szokását, hogy a szabad művészetek tanítása megkerülésével, közvetlenül akarta teológiát tanítani. Nem sokkal később Lincoln püspökévé nevezték ki, majd két ízben Avignonba kellett utaznia saját nézetei megvédése érdekében. Második útján itt érte a halál. Filozófiai gondolatait Quaestioiban fejtette ki.